# Болгария на летних Олимпийских играх 1976
Болгария на летних Олимпийских играх 1976 года была представлена 158 спортсменами (105 мужчинами и 53 женщинами) в 14 видах спорта. Они завоевали 6 золотых, 9 серебряных и 7 бронзовых моделей. Болгары впервые в истории завоевали олимпийское золото в соревнованиях женщин, ранее побеждали только болгарские мужчины.

## Медалисты
| Медаль  | Спортсмен | Вид спорта           | Дисциплина                            |
| ------- | --- | -------------------- | ------------------------------------- |
| Золото  | Иванка Христова | Лёгкая атлетика      | Женщины, толкание ядра                |
| Золото  | Светла Оцетова Здравка Йорданова | Академическая гребля | Женщины, двойки парные                |
| Золото  | Сийка Келбечева Стоянка Груйчева | Академическая гребля | Женщины, двойки распашные без рулевой |
| Золото  | Нораир Нурикян | Тяжёлая атлетика     | Мужчины, до 56 кг                     |
| Золото  | Йордан Митков | Тяжёлая атлетика     | Мужчины, до 75 кг                     |
| Золото  | Хасан Исаев | Вольная борьба       | Мужчины, до 48 кг                     |
| Серебро | Николина Штерева | Лёгкая атлетика      | Женщины, 800 м                        |
| Серебро | Мария Вергова | Лёгкая атлетика      | Женщины, метание диска                |
| Серебро | Капка Георгиева Гинка Гюрова Марийка Модева Рени Йорданова Лиляна Васева | Академическая гребля | Женщины, четвёрки распашные с рулевой |
| Серебро | Георгий Тодоров | Тяжёлая атлетика     | Мужчины, до 60 кг                     |
| Серебро | Трендафил Стойчев | Тяжёлая атлетика     | Мужчины, до 82,5 кг                   |
| Серебро | Крыстю Семерджиев | Тяжёлая атлетика     | Мужчины, до 110 кг                    |
| Серебро | Стоян Николов | Греко-римская борьба | Мужчины, до 90 кг                     |
| Серебро | Камен Горанов | Греко-римская борьба | Мужчины, до 100 кг                    |
| Серебро | Александр Томов | Греко-римская борьба | Мужчины, свыше 100 кг                 |
| Бронза  | Йорданка Благоева | Лёгкая атлетика      | Женщины, прыжки в высоту              |
| Бронза  | Владимир Колев | Бокс                 | Мужчины, до 63,5 кг                   |
| Бронза  | Атанас Шопов | Тяжёлая атлетика     | Мужчины, до 90 кг                     |
| Бронза  | Стефан Ангелов | Греко-римская борьба | Мужчины, до 48 кг                     |
| Бронза  | Иван Колев | Греко-римская борьба | Мужчины, до 82 кг                     |
| Бронза  | Димо Костов | Вольная борьба       | Мужчины, до 100 кг                    |
| Бронза  | Красимира Богданова Диана Дилова Красимира Гьюрова Пенка Методиева Снежана Михайлова Гиргина Скерлатова Мария Стоянова Маргарита Штаркелова Петкана Макавеева Надька Голчева Пенка Стоянова Тодорка Йорданова | Баскетбол            | Женщины                               |

## Результаты соревнований

### Академическая гребля
В следующий раунд из каждого заезда проходили несколько лучших экипажей (в зависимости от дисциплины). В финал A выходили 6 сильнейших экипажей, ещё 6 экипажей, выбывших в полуфинале, распределяли места в малом финале B.
Мужчины
| Соревнование | Спортсмены                      | Предварительный заезд | Предварительный заезд | Предварительный заезд | Отборочный заезд | Отборочный заезд | Отборочный заезд | Полуфинал | Полуфинал | Полуфинал | Финал   | Финал   | Итоговое место |
| Соревнование | Спортсмены                      | Заезд                 | Время                 | Место                 | Заезд            | Время            | Место            | Заезд     | Время     | Место     | Время   | Место   | Итоговое место |
| ------------ | ------------------------------- | --------------------- | --------------------- | --------------------- | ---------------- | ---------------- | ---------------- | --------- | --------- | --------- | ------- | ------- | -------------- |
| двойки       | Валентин Стоев Георгий Георгиев | 3                     | 6:58,96               | 2 Q                   | не участвовали   | не участвовали   | не участвовали   | 1         | 6:33,23   | 3 QA      | Финал A | Финал A | 5              |
| двойки       | Валентин Стоев Георгий Георгиев | 3                     | 6:58,96               | 2 Q                   | не участвовали   | не участвовали   | не участвовали   | 1         | 6:33,23   | 3 QA      | 7:37,42 | 5       | 5              |